# Colobothea grisescens
Colobothea grisescens là một loài bọ cánh cứng trong họ Cerambycidae.